# Enrico Conci
Enrico Conci (Trento, 24 giugno 1866 – Trento, 25 marzo 1960) è stato un politico italiano. Ha sostenuto l'autonomia trentina quando la provincia era ancora sotto l'Impero austro-ungarico ed è poi stato senatore del Regno d'Italia e della Repubblica Italiana.

## Biografia
Era figlio del notaio Germano Conci, di Mollaro in Val di Non, e di Maria de Zinis.
Studiò al ginnasio statale di Trento e a quello dei Padri Benedettini di Merano. Si laureò in Giurisprudenza all'Università di Innsbruck, frequentando per un periodo anche quella di Vienna. Superò l'esame di notaio e praticò la professione di avvocato.
Nel 1893 si sposò con Maria Sandri, con la quale ebbe cinque figlie: Elisabetta, Lidia, Amelia, Emma e Irma.

### L'attività politica nell'Impero Austro-Ungarico

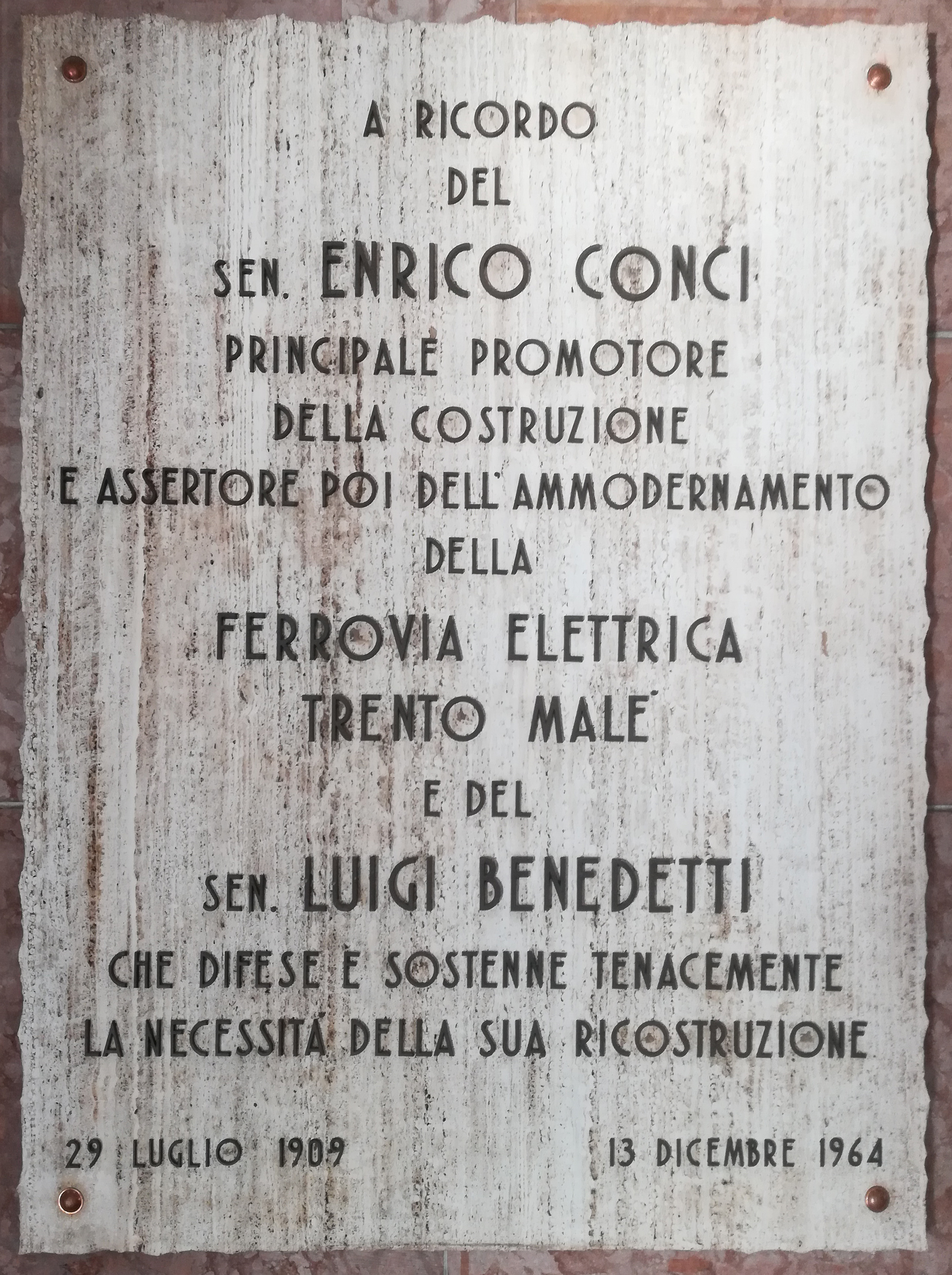
Targa commemorativa presso la stazione di Trento FTM

Nel novembre 1896 fu eletto alla Dieta di Innsbruck. L'anno dopo, in marzo, fu eletto alla Camera di Vienna. Venne rieletto nel 1901, nel 1907 e nel 1911. Fece parte del Club italiano, fondato nel maggio 1898. Insieme con gli altri trentini praticò prima l'astensionismo, poi l'ostruzionismo, per protestare contro la mancata autonomia trentina.
Nel 1902 diventò membro della Giunta provinciale, e si trasferì a Innsbruck. Nel 1908 fu rieletto alla Dieta e fu nominato vice capitano provinciale. Per cinque anni presiedette l'Unione latina alla Camera di Vienna. Fu promotore della costruzione della linea ferroviaria Trento-Malé, inaugurata nel 1909, e del suo successivo ammodernamento.
Durante la prima guerra mondiale, quando l'Italia dichiarò guerra all'Impero austro-ungarico, Conci fu recluso nel campo di internamento di Katzenau a Linz con la sua famiglia. Fra quelli che lo visitavano c'era anche Alcide De Gasperi. Delle perquisizioni in casa sua portarono a un processo per irredentismo, interrotto per l'amnistia in occasione della morte di Francesco Giuseppe. Nel 1917 venne rimesso in libertà e si recò al riconvocato Parlamento.
Fu destituito dalla carica di vice capitano provinciale nel 1918 in seguito a dei discorsi patriottici che aveva tenuto a Praga e alle polemiche contro di lui che erano seguite.

### Il primo dopoguerra
Dopo la fine della guerra, il 21 dicembre 1918 fu nominato «Commissario per la gestione dell'Amministrazione della Provincia per il Trentino e l'Alto Adige» con decreto del Comando Supremo dell'esercito. Nell'ottobre 1920 venne nominato senatore del Regno, prestando giuramento il 4 dicembre. L'11 novembre dello stesso anno presidente provvisorio della provincia, il 19 novembre 1921 della «Giunta provinciale straordinaria per il territorio di giurisdizione del Commissariato generale civile della Venezia tridentina».
Dopo l'avvento del fascismo si dimise dalla Giunta provinciale l'8 agosto 1923. Non prese mai la tessera del Partito fascista, ma il 26 giugno 1924 votò a favore del Governo non prendendo parte, il giorno dopo, alla secessione aventiniana. Non abbandonò mai la carica di senatore.

### Il secondo dopoguerra

Enrico e la figlia Elsa

Dopo la seconda guerra mondiale fu soggetto a un procedimento dell'Alta Corte di Giustizia per le Sanzioni contro il Fascismo che mirava alle sue dimissioni da senatore del Regno, ma dimostrò di aver votato liberamente e mantenne la carica.
Non poté però candidarsi alle elezioni per l'Assemblea Costituente, alla quale fu invece eletta la figlia Elsa. Nel 1948 fu invece eletto al Senato della Repubblica.
Nel 1953, a 87 anni, si ritirò dalla vita politica. Morì il 25 marzo 1960, a 94 anni.